# (26192) 1997 CH16
1997 سي إتش 16 (ويعرف أيضًا باسم (26192) 1997 سي إتش 16 وفق تسمية الكوكب الصغير) (بالإنجليزية: 1997 CH16)‏؛ هو كويكب ضمن حزام الكويكبات.
اكتُشف هذا الجُرم الفلكي بواسطة سبيس واتش في 6 فبراير 1997، وترتيبه 26192 من حيث الاكتشاف.

## الوصف
اكتُشف 261921997CH في 6 فبراير 1997 في مرصد قمة كت الوطني، الواقع في صحراء سونورا، أريزونا في الولايات المتحدة، بواسطة مشروع سبايس واتش (مشاهد السماء) التابع لجامعة أريزونا. وقد رصد المشروع 616 مشاهدة للكويكب إلى غاية 3 فبراير 2022 بتوقيت منطقة المحيط الهادئ، أي في مدة قدرها 9,101 يومًا (24.9 عام). تستغرق الفترة المدارية للكويكب 1,290 يومًا (3.5 عام).

## الخصائص المدارية
يتميز مدار هذا الكويكب بنصف محور رئيسي يبلغ 2.32 وحدة فلكية، وحضيض قدره 1.81 وحدة فلكية، وانحراف قدره 0.22 وزاوية ميلان 0.639 درجة بالنسبة لمسار الشمس. بسبب هذه الخصائص، أي نصف المحور الرئيسي بين 2 و3.2 وحدة فلكية وحضيض أكبر من 1,666 وحدة فلكية، يُصنف هذا الجُرم الفلكي وفقًا لقاعدة بيانات مختبر الدفع النفاث لأجرام النظام الشمسي الصغيرة كائنًا من حزام الكويكبات الرئيسي.

## وصلات خارجية
- (26192) 1997 CH16 في قاعدة بيانات مختبر الدفع النفاث لأجرام النظام الشمسي الصغيرة

- الاكتشاف · مخطط المدار ·  العناصر المدارية · المعلمات المادية

- (26192) 1997 CH16 على موقع ويكي سكاي: DSS2, SDSS, GALEX, IRAS, Hydrogen α, X-Ray, Astrophoto, Sky Map, Articles and images